# لی آرچامبولت
لی آرچامبولت (به انگلیسی: Lee Joseph "Bru" Archambault) فضانورد اهل کشور ایالات متحده آمریکا است که در ۲۵ اوت ۱۹۶۰ میلادی در اووک پارک، ایلی‌نوی زاده شد.
وی در مأموریت اس‌تی‌اس-۱۱۷، اس‌تی‌اس-۱۱۹ حضور داشته است.